# Zelandobius truncus
Zelandobius truncus är en bäcksländeart som beskrevs av Mclellan 1993. Zelandobius truncus ingår i släktet Zelandobius och familjen Gripopterygidae. Inga underarter finns listade i Catalogue of Life.